# Клєтнянський район
Клєтня́нський муніципа́льний райо́н — муніципальне утворення в складі Брянської області Росії.
Адміністративний центр — селище міського типу Клєтня.